# Дом-музей Прескотта

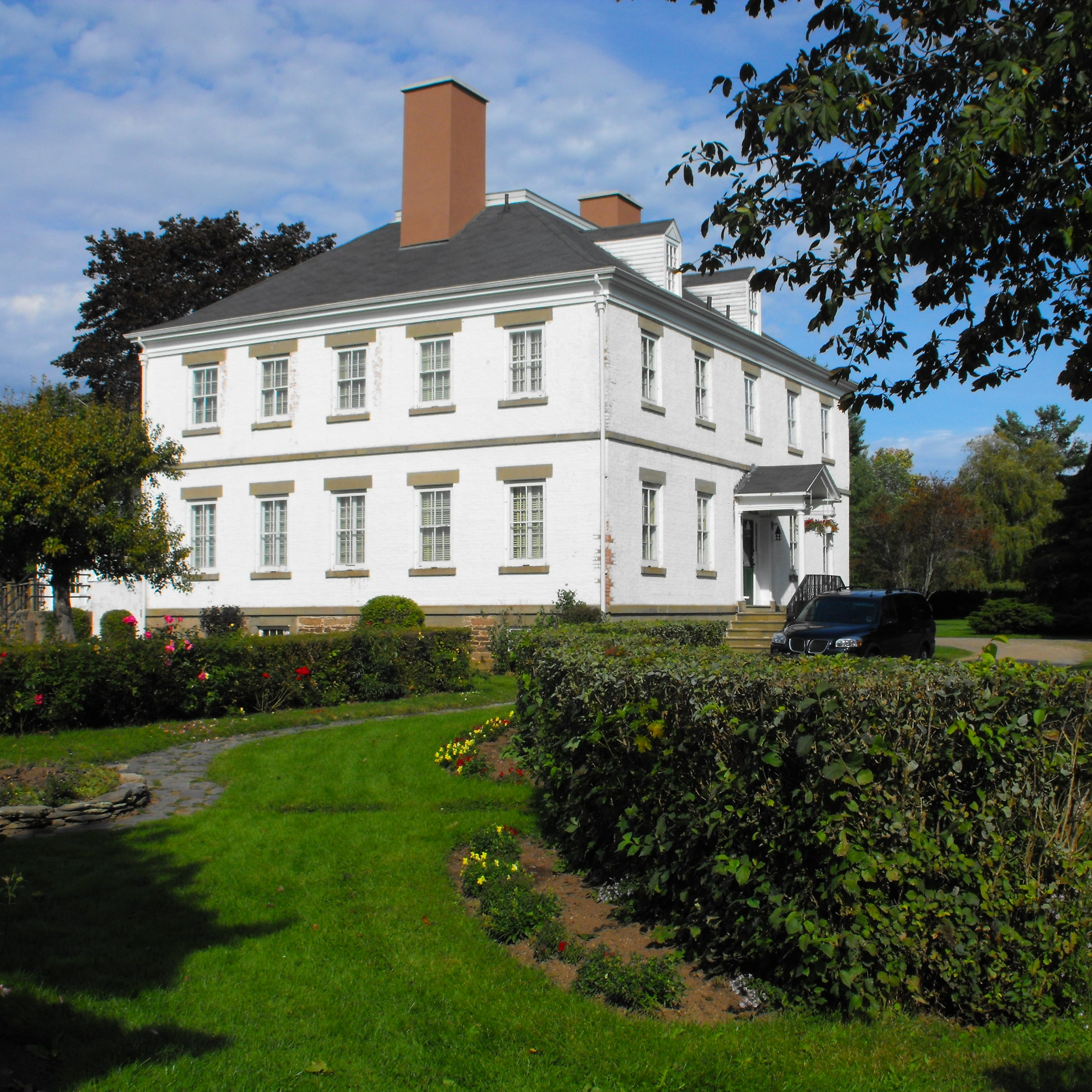
Дом-музей Прескотта в 2009

Дом-музей Прескотта (англ. Prescott House Museum) — исторический дом и сады, расположенные в общине Старрс-Пойнт (англ.). Дом-музей Прескотта является филиалом Музея Новой Шотландии (англ.). Построенный между 1812 и 1816 годами Чарльзом Рэймиджем Прескоттом (англ.) как центральная часть его загородного поместья под названием Акациевая роща, он является одним из наиболее хорошо сохранившихся зданий в георгианском стиле в Канаде.

## История
Прескотт, богатый купец из Галифакса, приобрел эту землю в 1811 году, когда рано ушел на пенсию из сферы судоходства и торговли. Он использовал Акациевую рощу в качестве плацдарма для сельскохозяйственных экспериментов, импортируя самые разнообразные растения, особенно сорта яблонь, которыми он свободно делился с местными производителями. Когда Прескотт умер в 1859 году, дом был куплен и содержался в течение нескольких десятилетий семьей Кей. Однако более поздние владельцы пренебрегли домом, и к 1890-м годам он пришел в упадок. В 1931 году собственность приобрела Мэри Эллисон Прескотт, правнучка Чарльза Прескотта. Она восстановила дом и жила в нем со своими двумя сестрами до 1970 года. В 1971 году они передали дом в собственность провинции Новая Шотландия.
В 1969 году дом объявлен Национальным историческим памятником Канады. Это также собственность, зарегистрированная в провинции в соответствии с Законом о наследии провинции.

## Музей
Дом является частью музейной системы Новой Шотландии и демонстрирует следующие темы: жизнь Прескотта, георгианскую архитектуру, яблоневое садоводство и жизнь сестер Прескотт. Полностью отреставрированные комнаты отражают как георгианский период времен Чарльза Прескотта, так и более позднюю эпоху 1930-1940-х годов, когда он был отреставрирован сестрами Прескотт. Открытый с мая по октябрь, музей предлагает экскурсии с гидом по старинным залам и проводит множество регулярных мероприятий, посвященных показу дома и его садов для посетителей всех возрастов.